# 藤井寧々
藤井 寧々（ふじい ねね、1999年10月30日 - ）は、日本の女子バレーボール選手である。

## 来歴
富山県高岡市出身。
富山市立呉羽中学校では全日本中学校選手権でベスト16に進出している。
富山第一高等学校では3年次に主将を務めた。2018年の第70回全日本高等学校選手権（春高バレー）ではベスト8に進出した。
日本女子体育大学では、4年次に主将を務めた。
2021年12月、V.LEAGUE DIVISION2所属の群馬銀行グリーンウイングス（現・群馬グリーンウイングス）の内定選手となった。
2024年10月14日の2024-25シーズンチーム開幕戦・Astemoリヴァーレ茨城戦に出場しSVリーグデビューを果たした。

## 所属チーム
- 富山市立呉羽中学校（2012-2015年）
- 富山第一高等学校（2015-2018年）
- 日本女子体育大学（2018-2021年）
- 群馬グリーンウイングス（2022年-）